# Сива
 Тази статия е за одобритската богиня.  За оазиса в Египет вижте Сиуа.  За американската певица вижте Джоджо Сива.
Сива (на латински: Siwa) е богиня на славянското полабско племе ободрити, спомената от историка Хелмолд Босауски от втората половина на 12 век в неговата „Славянска хроника“: „Siwa dea Polaborum“, тоест Сива богиня на полабците. По-късно в XV век Ян Длугош включва Сива в своя пантеон на полските богове под името Живе:
| „ | Имали [поляците] също бог на живота наречен Живе. | “ |

Полският учен Александер Гейщор смята, че Длугош е заел Живе заедно с друго божество Погода „по някакъв начин от Хелмолд, чийто текст не е познавал пряко, а и култът им в Полша изглежда твърде съмнителен.“
Персонаж Жива е споменат и във Веда Словена от XIX век, текст, чиято автентичност се оспорва от сериозни учени като Константин Иречек, Иван Шишманов, Михаил Арнаудов.